# Tornirisk
Tornirisken (Linaria cannabina) er en finke i ordenen spurvefugle. Fuglen yngler i Europa mod øst til det vestlige Sibirien og Aralsøen og mod syd til Lilleasien, det nordlige Afrika og De Kanariske Øer. Tornirisken lever i det åbne land og er vidt udbredt i Danmark. Den er ofte pionerfugl i nytilplantede haver med spredte stedsegrønne buske.
Det er fortrinsvis en trækfugl, der ankommer i marts/april og trækker bort i september/oktober. Tornirisken overvintrer i Vesteuropa og Nordafrika.

## Udseende og stemme
13,5 cm. Det er en lille finke med en forholdsvis lang hale. I sommerdragten har den gamle han rosa pande og bryst, mens ryg og overgump er kastanjebrune. Svingfjer og halefjer er sorte med lyse bræmmer. De lyse kanter danner et hvidt vingefelt på den sammenfoldede vinge. Det nederste af overgumpen og halens dækfjer er hvidgrå. Hunnen mangler oftest de røde farver i sommerdragten og ryggen er mere grålig med flere mørke pletter langs brystets og bugens sider. Næbbet er om sommeren brunt, mens det om vinteren er gråligt.
Sangen, der fremføres i flugten eller fra siddende position, er en kvidren, hvori kaldestemmen "tjitjitjijit" indgår.

## Ynglebiologi
Tornirisken bygger sin rede i en busk eller et træ, og hunnen lægger oftest 5-6 æg. De udruges udelukkende af hunnen, der undertiden fodres af hannen. Hunnen forlader undertiden reden for at fouragere og de to køn færdes da ofte sammen parvis. Æggene klækker efter 13 dages rugning og ungerne passes da yderligere 13 dage, hvor de fodres med opgylpede frø. Hunnen dækker ungerne om natten indtil de er 11 dage gamle.

## Føde
Arten lever især af frø, både modne og umodne, men kan tidligt på sommeren også tage insekter. Den søger føden på jorden, hvor vegetationen er kort eller på frøstandere ligesom bjergirisken. Tornirisken ses derfor ofte på græsmarker, stubmarker eller strandfælleder.

## Bestandsudvikling
Bestanden af tornirisk er gået tilbage i 1900-tallet i det meste af Europa. I Danmark var arten muligvis landets almindeligste fugl i begyndelsen af 1900-tallet, men er nu blevet markant sjældnere. Tilbagegangen i Danmark og resten af Europa sættes i forbindelse med landbrugets større brug af pesticider og et mere intentivt landbrug. I Danmark oplevede arten fremgang i en 15-årig periode fra 1980'erne, hvilket muligvis til dels skyldtes et større antal brakmarker i denne periode. Nu lader arten igen til at være i tilbagegang.

## Billeder
- Tornirisk (Linaria cannabina, tidligere Carduelis cannabina)
- Æg fra tornirisk